# Campeonato Europeo de Skeleton
El Campeonato Europeo de Skeleton es la competición más importante de skeleton a nivel europeo. Es organizado desde 1981 por la Federación Internacional de Bobsleigh y Skeleton (IBSF) y en la actualidad se realiza anualmente. En el año 2003 se introdujo la competición femenina. Desde la edición de 2008 se celebra paralelamente y en la misma sede que el Campeonato Europeo de Bobsleigh.

## Palmarés

### Masculino
| Núm.   | Año  | Sede                     | Oro                                          | Plata                           | Bronce                          |
| ------ | ---- | ------------------------ | -------------------------------------------- | ------------------------------- | ------------------------------- |
| I      | 1981 | Igls · ( Austria)        | Gert Elsässer · Austria                      | Christian Mark · Austria        | Antonio Morelli · Italia        |
| II     | 1982 | Königssee ( RFA)         | Gert Elsässer · Austria                      | Franz Kleber RFA                | Maurizio David · Italia         |
| III    | 1983 | Igls · ( Austria)        | Alain Wicki · Suiza                          | Gert Elsässer · Austria         | Nico Baracchi · Suiza           |
| IV     | 1984 | Winterberg · ( Alemania) | Nico Baracchi · Suiza                        | Andy Schmid · Austria           | Fred Martini · Austria          |
| V      | 1985 | Sarajevo ( Yugoslavia)   | Nico Baracchi · Suiza                        | Andy Schmid · Austria           | Urs Vescoli · Suiza             |
| VI     | 1986 | Sankt Moritz · ( Suiza)  | Nico Baracchi · Suiza                        | Andy Schmid · Austria           | Erich Graf · Suiza              |
| VII    | 1987 | Sarajevo ( Yugoslavia)   | Andy Schmid · Austria                        | Christian Auer · Austria        | Alain Wicki · Suiza             |
| VIII   | 1988 | Winterberg · ( Alemania) | Alain Wicki · Suiza                          | Andy Schmid · Austria           | Franz Plangger · Austria        |
| IX     | 2003 | Sankt Moritz · ( Suiza)  | Walter Stern · Austria                       | Gregor Stähli · Suiza           | Florian Grassl · Alemania       |
| X      | 2004 | Altenberg · ( Alemania)  | Kristan Bromley Reino Unido                  | Gregor Stähli · Suiza           | Frank Kleber · Alemania         |
| XI     | 2005 | Altenberg · ( Alemania)  | Kristan Bromley Reino Unido                  | Frank Kleber · Alemania         | Matthias Biedermann · Alemania  |
| XII    | 2006 | Sankt Moritz · ( Suiza)  | Gregor Stähli · Suiza                        | Frank Rommel · Alemania         | Markus Penz · Austria           |
| XIII   | 2007 | Königssee · ( Alemania)  | Alexandr Tretiakov · Rusia                   | Markus Penz · Austria           | Tomass Dukurs Letonia           |
| XIV    | 2008 | Cesana · ( Italia)       | Kristan Bromley Reino Unido                  | Sebastian Haupt · Alemania      | Adam Pengilly Reino Unido       |
| XV     | 2009 | Sankt Moritz · ( Suiza)  | Frank Rommel · Alemania                      | Kristan Bromley Reino Unido     | Gregor Stähli · Suiza           |
| XVI    | 2010 | Igls · ( Austria)        | Martins Dukurs Letonia                       | Frank Rommel · Alemania         | Alexandr Tretiakov · Rusia      |
| XVII   | 2011 | Winterberg · ( Alemania) | Martins Dukurs Letonia                       | Serguei Chudinov · Rusia        | Alexandr Tretiakov · Rusia      |
| XVIII  | 2012 | Altenberg · ( Alemania)  | Martins Dukurs Letonia                       | Tomass Dukurs Letonia           | Alexander Kröckel · Alemania    |
| XIX    | 2013 | Igls · ( Austria)        | Martins Dukurs Letonia                       | Alexandr Tretiakov · Rusia      | Tomass Dukurs Letonia           |
| XX     | 2014 | Königssee · ( Alemania)  | Martins Dukurs Letonia                       | Tomass Dukurs Letonia           | Frank Rommel · Alemania         |
| XXI    | 2015 | La Plagne ( Francia)     | Martins Dukurs Letonia                       | Alexandr Tretiakov · Rusia      | Tomass Dukurs Letonia           |
| XXII   | 2016 | Sankt Moritz · ( Suiza)  | Tomass Dukurs Letonia Martins Dukurs Letonia | —                               | Nikita Tregubov · Rusia         |
| XXIII  | 2017 | Winterberg · ( Alemania) | Martins Dukurs Letonia                       | Tomass Dukurs Letonia           | Alexandr Tretiakov · Rusia      |
| XXIV   | 2018 | Igls · ( Austria)        | Martins Dukurs Letonia                       | Alexandr Tretiakov · Rusia      | Axel Jungk · Alemania           |
| XXV    | 2019 | Igls · ( Austria)        | Martins Dukurs Letonia                       | Axel Jungk · Alemania           | Alexandr Tretiakov · Rusia      |
| XXVI   | 2020 | Sigulda ( Letonia)       | Martins Dukurs Letonia                       | Tomass Dukurs Letonia           | Felix Keisinger · Alemania      |
| XXVII  | 2021 | Winterberg · ( Alemania) | Alexandr Tretiakov · Rusia                   | Martins Dukurs Letonia          | Alexander Gassner · Alemania    |
| XXVIII | 2022 | Sankt Moritz · ( Suiza)  | Martins Dukurs Letonia                       | Alexander Gassner · Alemania    | Christopher Grotheer · Alemania |
| XXI    | 2023 | Altenberg · ( Alemania)  | Matthew Weston Reino Unido                   | Christopher Grotheer · Alemania | Axel Jungk · Alemania           |
| XXII   | 2024 | Sigulda ( Letonia)       | Marcus Wyatt Reino Unido                     | Matthew Weston Reino Unido      | Felix Keisinger · Alemania      |
| XXIII  | 2025 | Lillehammer · ( Noruega) | Samuel Maier · Austria                       | Marcus Wyatt Reino Unido        | Axel Jungk · Alemania           |

#### Medallero histórico
- Actualizado a Lillehammer 2025.

| Núm. | País        | Oro | Plata | Bronce | Total |
| ---- | ----------- | --- | ----- | ------ | ----- |
| 1    | Letonia     | 13  | 5     | 3      | 21    |
| 2    | Suiza       | 6   | 2     | 5      | 13    |
| 3    | Austria     | 5   | 8     | 3      | 16    |
| 4    | Reino Unido | 5   | 3     | 1      | 9     |
| 5    | Rusia       | 2   | 4     | 5      | 11    |
| 6    | Alemania    | 1   | 8     | 12     | 21    |
| 7    | Italia      | 0   | 0     | 2      | 2     |
|      | TOTAL       | 32  | 30    | 31     | 93    |

### Femenino
| Núm.  | Año  | Sede                     | Oro                           | Plata                         | Bronce                                            |
| ----- | ---- | ------------------------ | ----------------------------- | ----------------------------- | ------------------------------------------------- |
| I     | 2003 | Sankt Moritz · ( Suiza)  | Monique Riekewald · Alemania  | Diana Sartor · Alemania       | Tanja Morel · Suiza                               |
| II    | 2004 | Altenberg · ( Alemania)  | Diana Sartor · Alemania       | Kerstin Jürgens · Alemania    | Steffi Jacob · Alemania                           |
| III   | 2005 | Altenberg · ( Alemania)  | Kerstin Jürgens · Alemania    | Maya Pedersen-Bieri · Suiza   | Diana Sartor · Alemania                           |
| IV    | 2006 | Sankt Moritz · ( Suiza)  | Maya Pedersen-Bieri · Suiza   | Shelley Rudman Reino Unido    | Tanja Morel · Suiza                               |
| V     | 2007 | Königssee · ( Alemania)  | Anja Huber · Alemania         | Maya Pedersen-Bieri · Suiza   | Julia Eichhorn · Alemania                         |
| VI    | 2008 | Cesana · ( Italia)       | Anja Huber · Alemania         | Svetlana Trunova · Rusia      | Kerstin Jürgens · Alemania                        |
| VII   | 2009 | Sankt Moritz · ( Suiza)  | Shelley Rudman Reino Unido    | Marion Trott · Alemania       | Maya Pedersen-Bieri · Suiza                       |
| VIII  | 2010 | Igls · ( Austria)        | Anja Huber · Alemania         | Kerstin Szymkowiak · Alemania | Shelley Rudman Reino Unido                        |
| IX    | 2011 | Winterberg · ( Alemania) | Shelley Rudman Reino Unido    | Anja Huber · Alemania         | Amy Williams Reino Unido                          |
| X     | 2012 | Altenberg · ( Alemania)  | Anja Huber · Alemania         | Katharina Heinz · Alemania    | Shelley Rudman Reino Unido                        |
| XI    | 2013 | Igls · ( Austria)        | Yelena Nikitina · Rusia       | Janine Flock · Austria        | Anja Huber · Alemania                             |
| XII   | 2014 | Königssee · ( Alemania)  | Janine Flock · Austria        | Shelley Rudman Reino Unido    | Anja Huber · Alemania · Sophia Griebel · Alemania |
| XIII  | 2015 | Igls · ( Austria)        | Elizabeth Yarnold Reino Unido | Janine Flock · Austria        | Rose McGrandle Reino Unido                        |
| XIV   | 2016 | Sankt Moritz · ( Suiza)  | Janine Flock · Austria        | Tina Hermann · Alemania       | Marina Gilardoni · Suiza                          |
| XV    | 2017 | Winterberg · ( Alemania) | Jacqueline Lölling · Alemania | Janine Flock · Austria        | Tina Hermann · Alemania                           |
| XVI   | 2018 | Igls · ( Austria)        | Yelena Nikitina · Rusia       | Jacqueline Lölling · Alemania | Janine Flock · Austria                            |
| XVII  | 2019 | Igls · ( Austria)        | Janine Flock · Austria        | Yelena Nikitina · Rusia       | Jacqueline Lölling · Alemania                     |
| XVIII | 2020 | Sigulda ( Letonia)       | Yelena Nikitina · Rusia       | Marina Gilardoni · Suiza      | Janine Flock · Austria                            |
| XIX   | 2021 | Winterberg · ( Alemania) | Yelena Nikitina · Rusia       | Tina Hermann · Alemania       | Janine Flock · Austria                            |
| XX    | 2022 | Sankt Moritz · ( Suiza)  | Kimberley Bos · Países Bajos  | Janine Flock · Austria        | Valentina Margaglio · Italia                      |
| XXI   | 2023 | Altenberg · ( Alemania)  | Tina Hermann · Alemania       | Janine Flock · Austria        | Susanne Kreher · Alemania                         |
| XXII  | 2024 | Sigulda ( Letonia)       | Kim Meylemans · Bélgica       | Hannah Neise · Alemania       | Amelia Coltman Reino Unido                        |
| XXIII | 2025 | Lillehammer · ( Noruega) | Janine Flock · Austria        | Amelia Coltman Reino Unido    | Kimberley Bos · Países Bajos                      |

1. ↑  Competición programada en la Copa del Mundo celebrada en La Plagne (Francia), pero cancelada por mal estado de la pista.

#### Medallero histórico
- Actualizado a Lillehammer 2025.

| Núm. | País         | Oro | Plata | Bronce | Total |
| ---- | ------------ | --- | ----- | ------ | ----- |
| 1    | Alemania     | 9   | 10    | 10     | 29    |
| 2    | Austria      | 4   | 5     | 3      | 12    |
| 3    | Rusia        | 4   | 2     | 0      | 6     |
| 4    | Reino Unido  | 3   | 3     | 5      | 11    |
| 5    | Suiza        | 1   | 3     | 4      | 8     |
| 6    | Países Bajos | 1   | 0     | 1      | 2     |
| 7    | Bélgica      | 1   | 0     | 0      | 1     |
| 8    | Italia       | 0   | 0     | 1      | 1     |
|      | TOTAL        | 23  | 23    | 24     | 70    |

## Medallero histórico total
- Actualizado a Lillehammer 2025.

| Núm. | País         | Oro | Plata | Bronce | Total |
| ---- | ------------ | --- | ----- | ------ | ----- |
| 1    | Letonia      | 13  | 5     | 3      | 21    |
| 2    | Alemania     | 10  | 18    | 22     | 50    |
| 3    | Austria      | 9   | 13    | 6      | 28    |
| 4    | Reino Unido  | 8   | 6     | 6      | 20    |
| 5    | Suiza        | 7   | 5     | 9      | 21    |
| 6    | Rusia        | 6   | 6     | 5      | 17    |
| 7    | Países Bajos | 1   | 0     | 1      | 2     |
| 8    | Bélgica      | 1   | 0     | 0      | 1     |
| 9    | Italia       | 0   | 0     | 3      | 3     |
|      | TOTAL        | 55  | 53    | 55     | 163   |

1. 1 2  Incluye las medallas obtenidas por la RFA entre 1949 y 1990.